# Maria Pia-brug
De Maria Pia-brug (Portugees: Ponte de D. Maria Pia) is een enkelsporige spoorbrug in Portugal over de Douro tussen Porto en Vila Nova de Gaia. Het spoor is thans buiten gebruik.

## Naam
De brug is genoemd naar de Portugese koningin Maria Pia (1861-1889), prinses van Italië uit het Huis Savoye. Op 4 november 1877 werd de brug feestelijk geopend door het Portugese koningspaar. De nabijgelegen, sterk gelijkende brug heet naar haar man, Dom Luís I, koning van Portugal (1861-1889).

## Ontwerp en bouw
Sinds 1864 was Vila Nova de Gaia op de zuidoever van de Douro per spoor verbonden met Lissabon. Het traject tussen Estarreja en Vila Nova de Gaia was al sinds 1862 in gebruik. In 1875 werd het traject Porto - Nine - Braga als eerste deel van de spoorlijnen ten noorden van de Douro in gebruik genomen. De spoorlijn tussen Vila Nova de Gaia (station Devesas) en Porto (station Campanhã), een afstand van vier km, ontbrak echter nog. Voor de aanleg van dit traject was de bouw van een brug over de Douro nodig. Al sinds de spoorlijn vanuit Lissabon in aanleg was, werd er gediscussieerd over het tracé en de locatie van de te bouwen brug. Nadat in 1872 hierover was besloten kwamen er voorstellen voor het ontwerp en de bouw van een vijftal firma's: Eiffel et Cie., Fives-Lille, Le Creusot, Gouin en Bergas et Cie. Het voorstel van Eiffel et Cie met het ontwerp van Théophile Seyrig, de compagnon van Eiffel, werd verkozen. Met de bouw werd nog in 1875 begonnen en de brug werd op 4 november 1877 geopend.

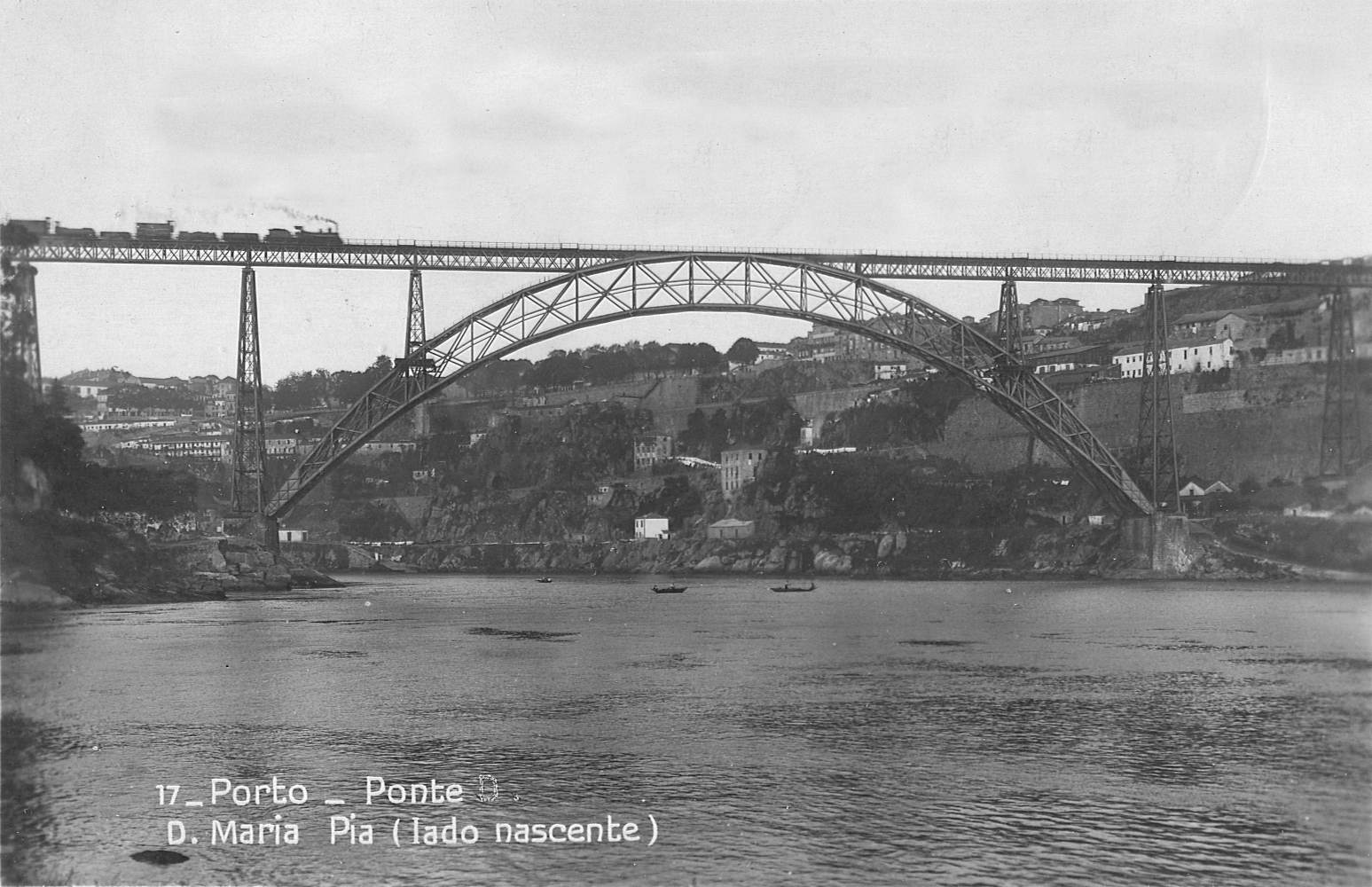
Oude ansichtkaart met een stoomtrein op de Ponte Maria Pia

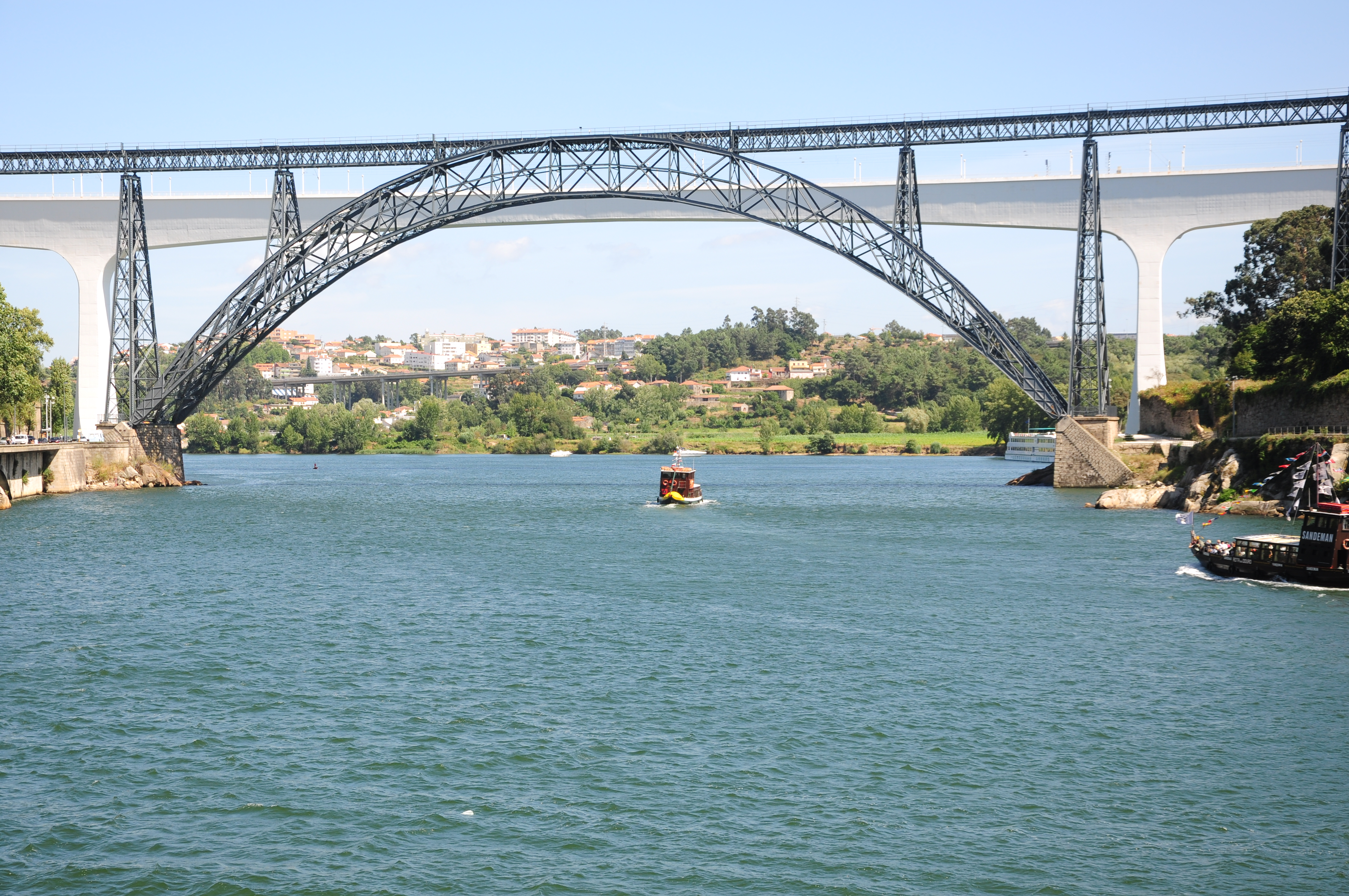
Ponte Maria Pia met op de achtergrond de in 1991 geopende vervangende spoorbrug Ponte de São João

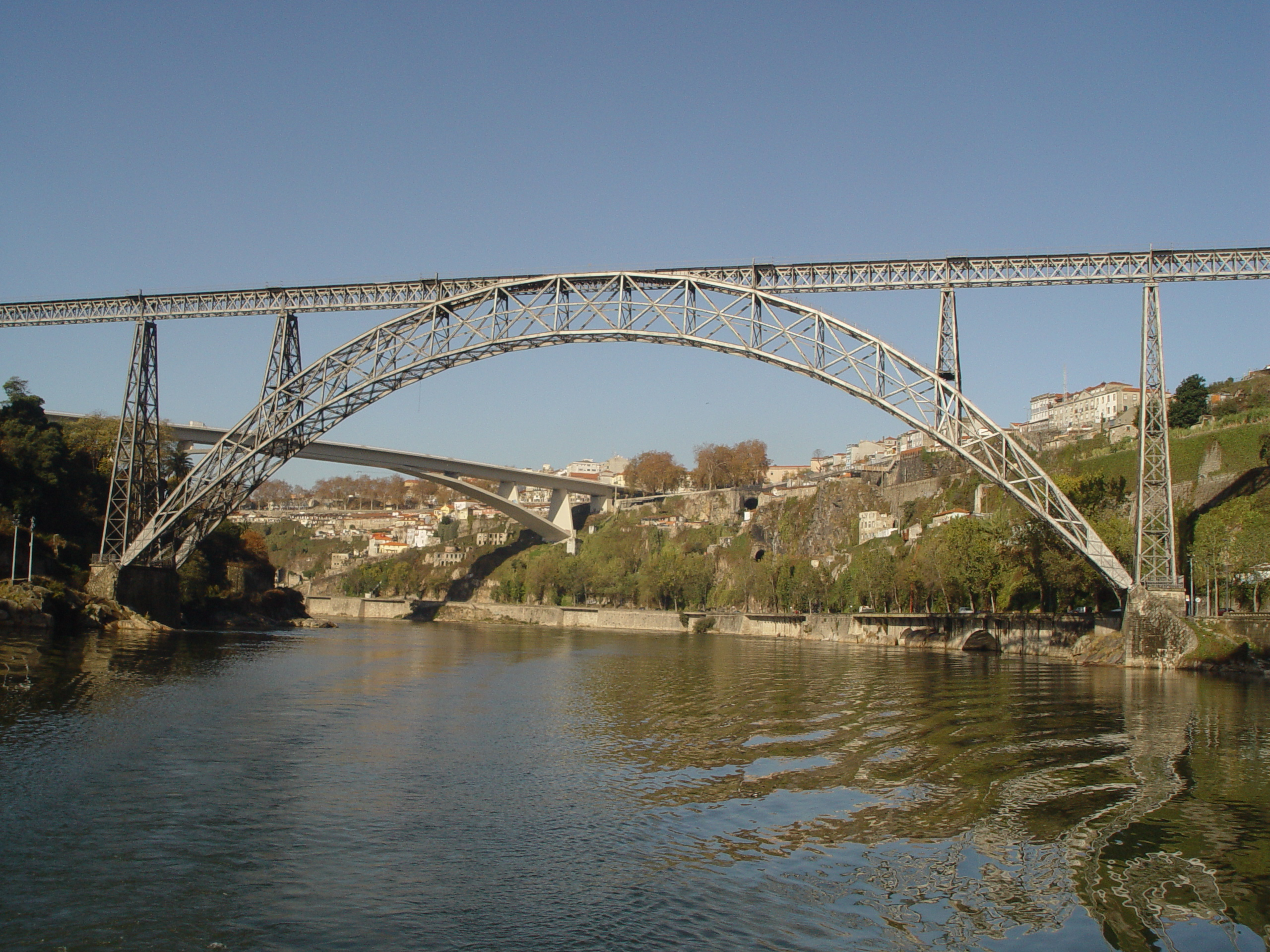
Ponte Maria Pia met op de achtergrond de in 2003 geopende Ponte do Infante voor het wegverkeer

De totale lengte van de stalen brug bedraagt 352 m. De boog overspant een lengte van 160 m en was ten tijde van de opening in 1877 de grootste ter wereld. De hoogte van het brugdek boven het water van de rivier is ongeveer 60 m.

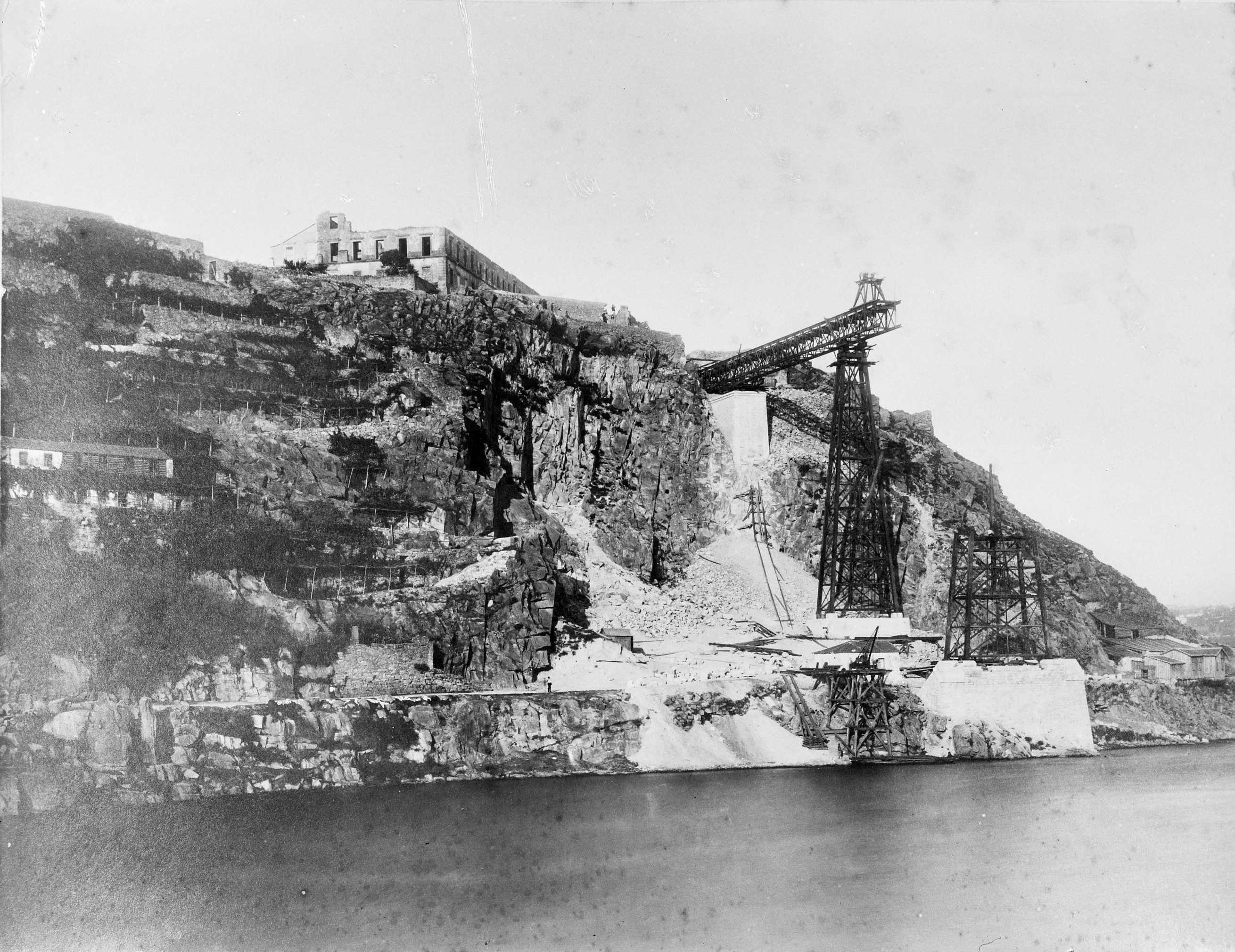
Bouw Ponte Maria Pia Fase 1
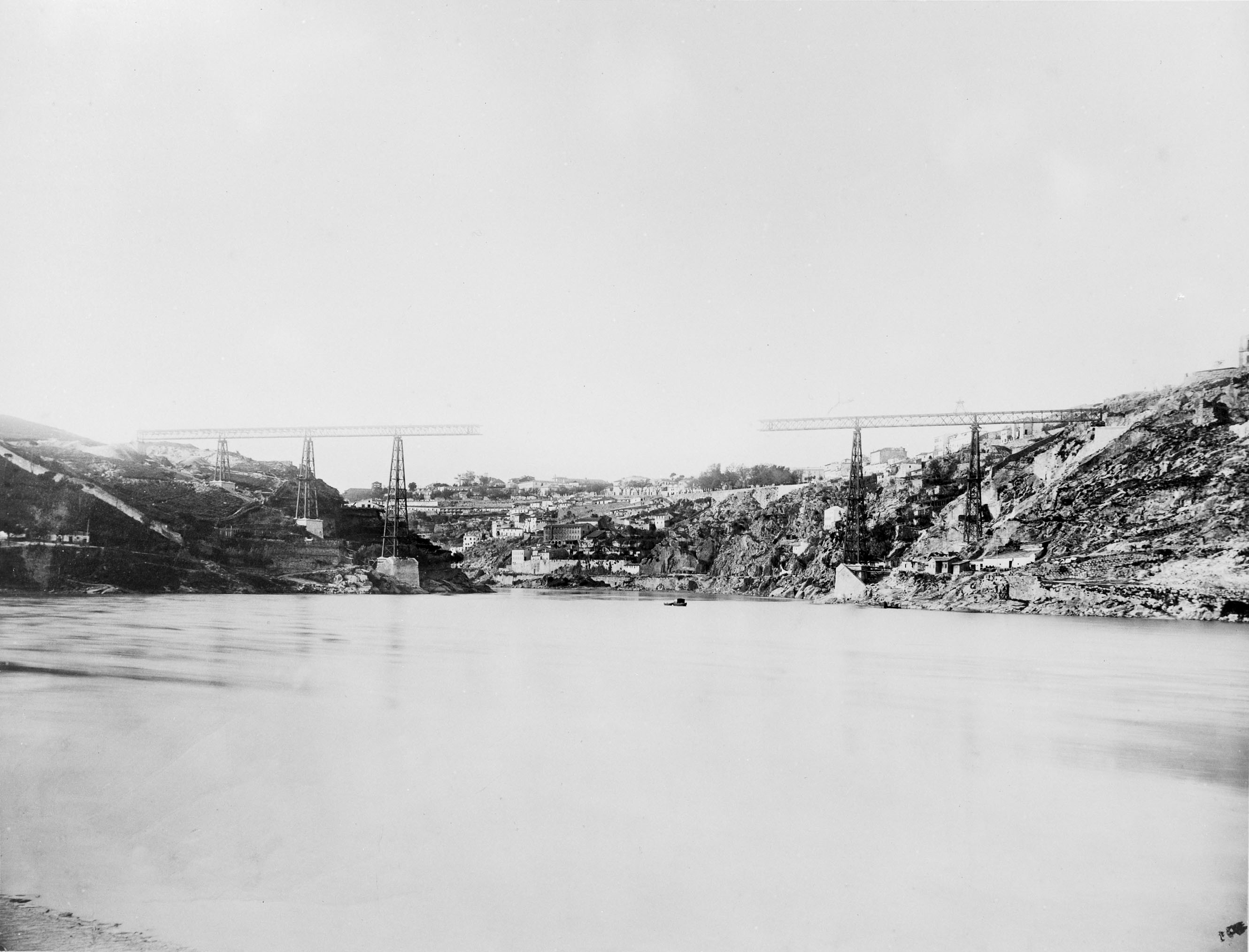
Bouw Ponte Maria Pia Fase 2
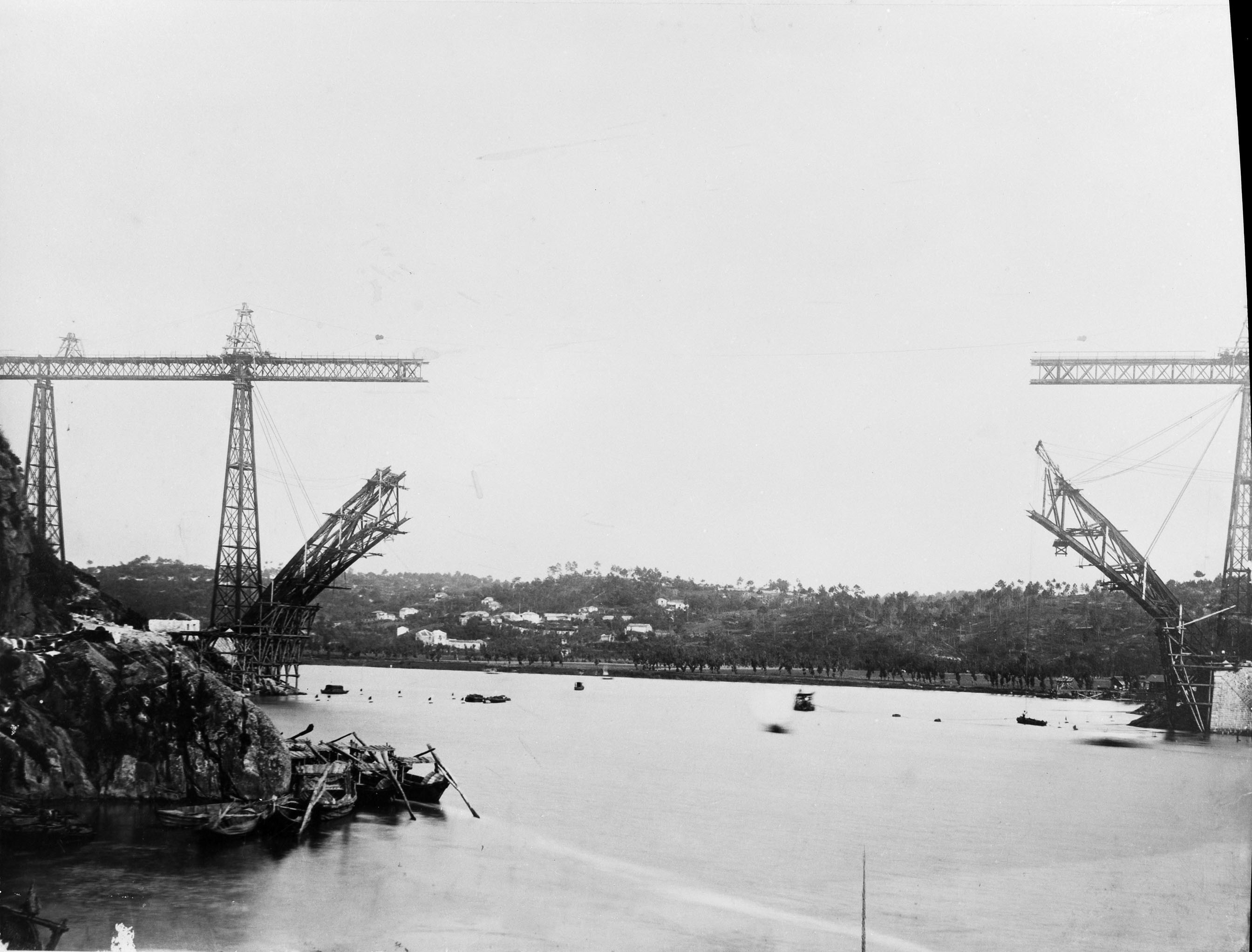
Bouw Ponte Maria Pia Fase 3
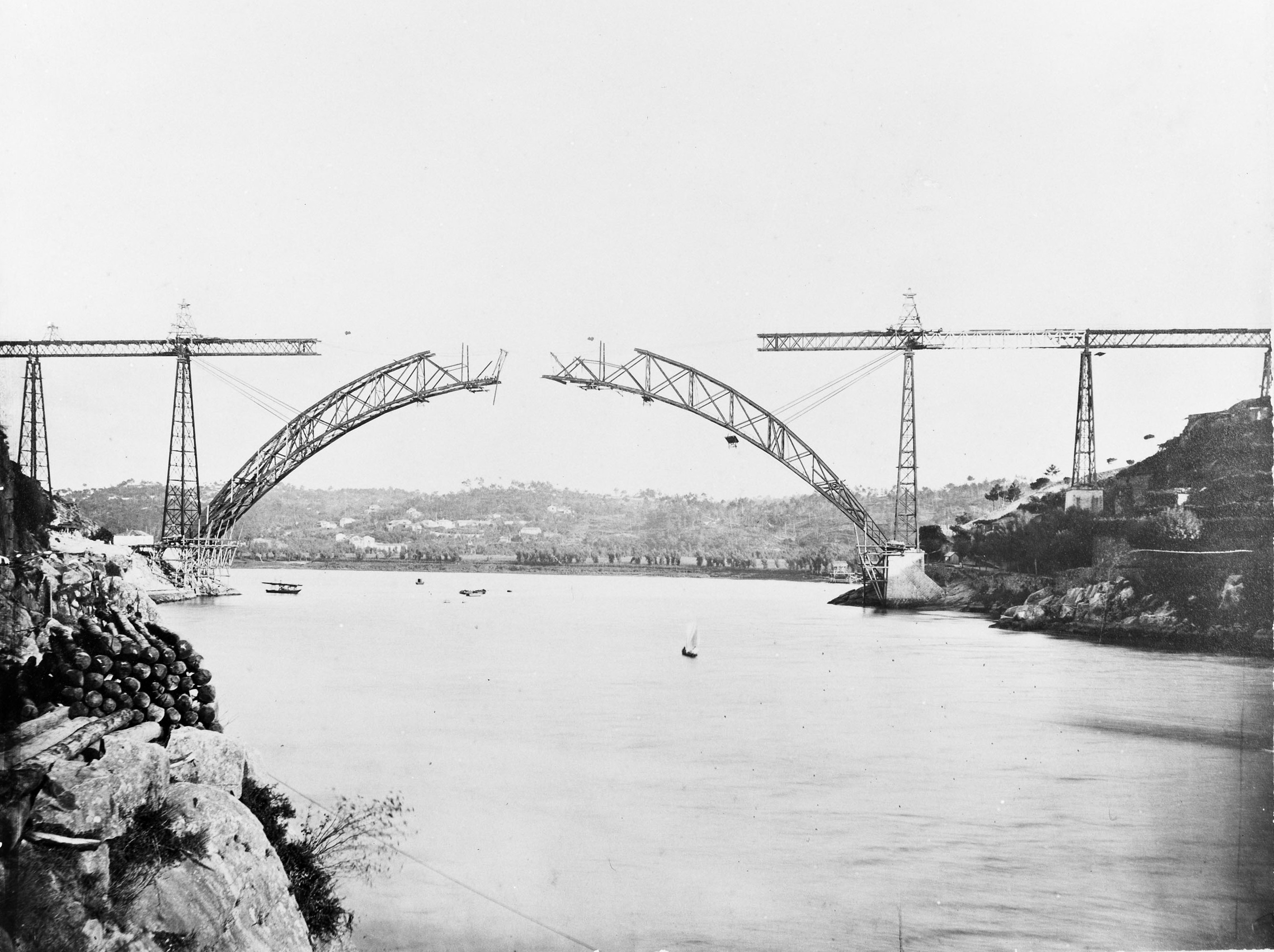
Bouw Ponte Maria Pia Fase 4
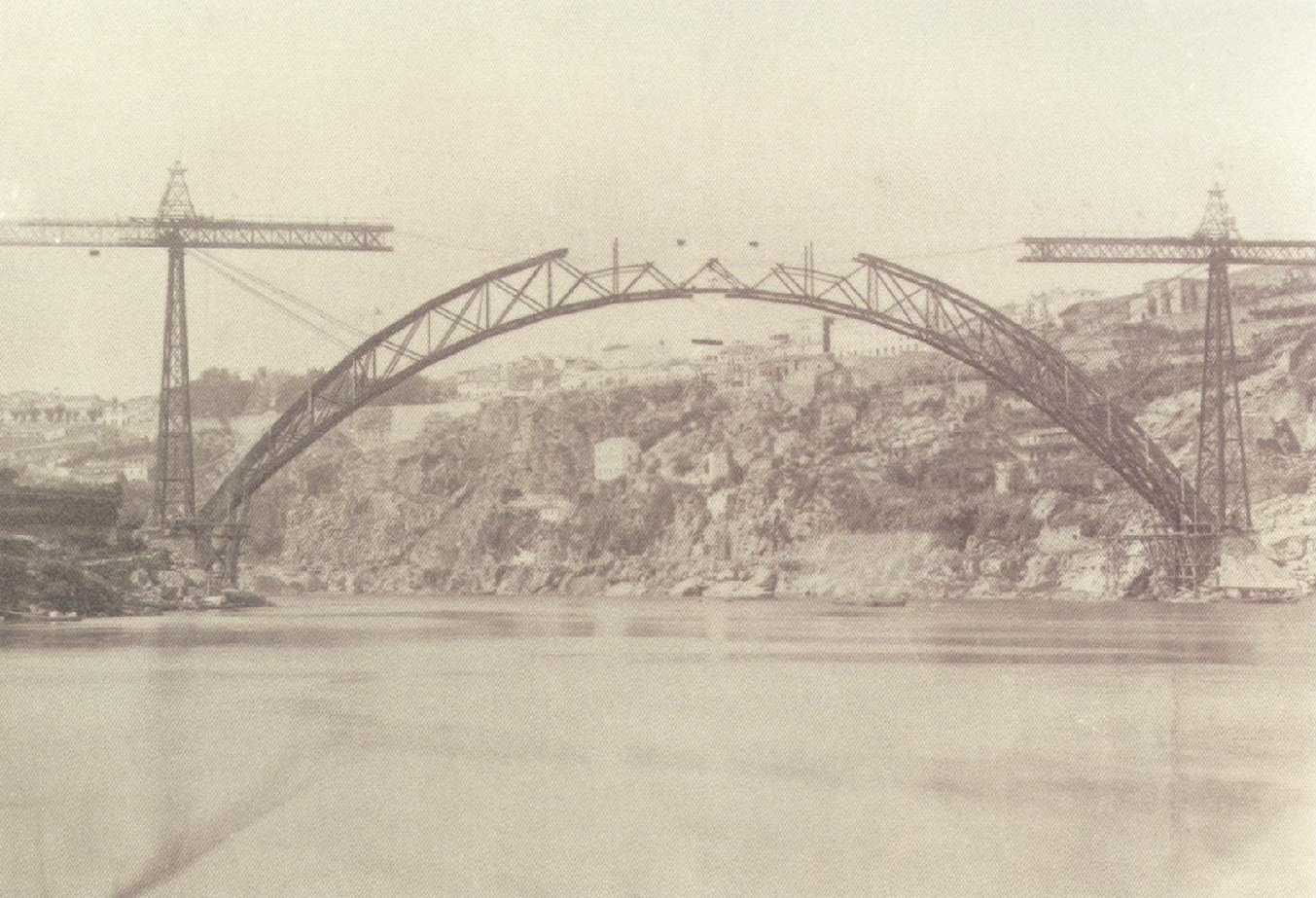
Bouw Ponte Maria Pia Fase 4

## Geschiedenis
De Ponte Maria Pia was gedurende meer dan een eeuw de cruciale schakel voor de spoorwegen tussen het noorden en de rest van het land. Hoewel de constructie van uitstekende kwaliteit was, het onderhoud zorgvuldig werd uitgevoerd en versterkingen werden aangebracht, kreeg men geleidelijk steeds meer te maken met de beperkingen van een brug ontworpen voor het verkeer en de treinen uit de tweede helft van de 19e eeuw. De beperkte aslast toegestaan op de brug en de lage toegestane maximumsnelheid van 20 km/u in combinatie met het enkelspoor maakte de brug tot een ware flessenhals in de belangrijkste spoorlijn van het land. Uiteindelijk werd besloten tot de bouw van een nieuwe betonnen brug met dubbelspoor, de São João-brug. Deze laatste kwam in 1991 gereed en datzelfde jaar ging de oude Ponte Maria Pia buiten dienst. Deze is niet afgebroken maar behouden als monument.